# Seznam čtyřtisícovek v Antarktidě

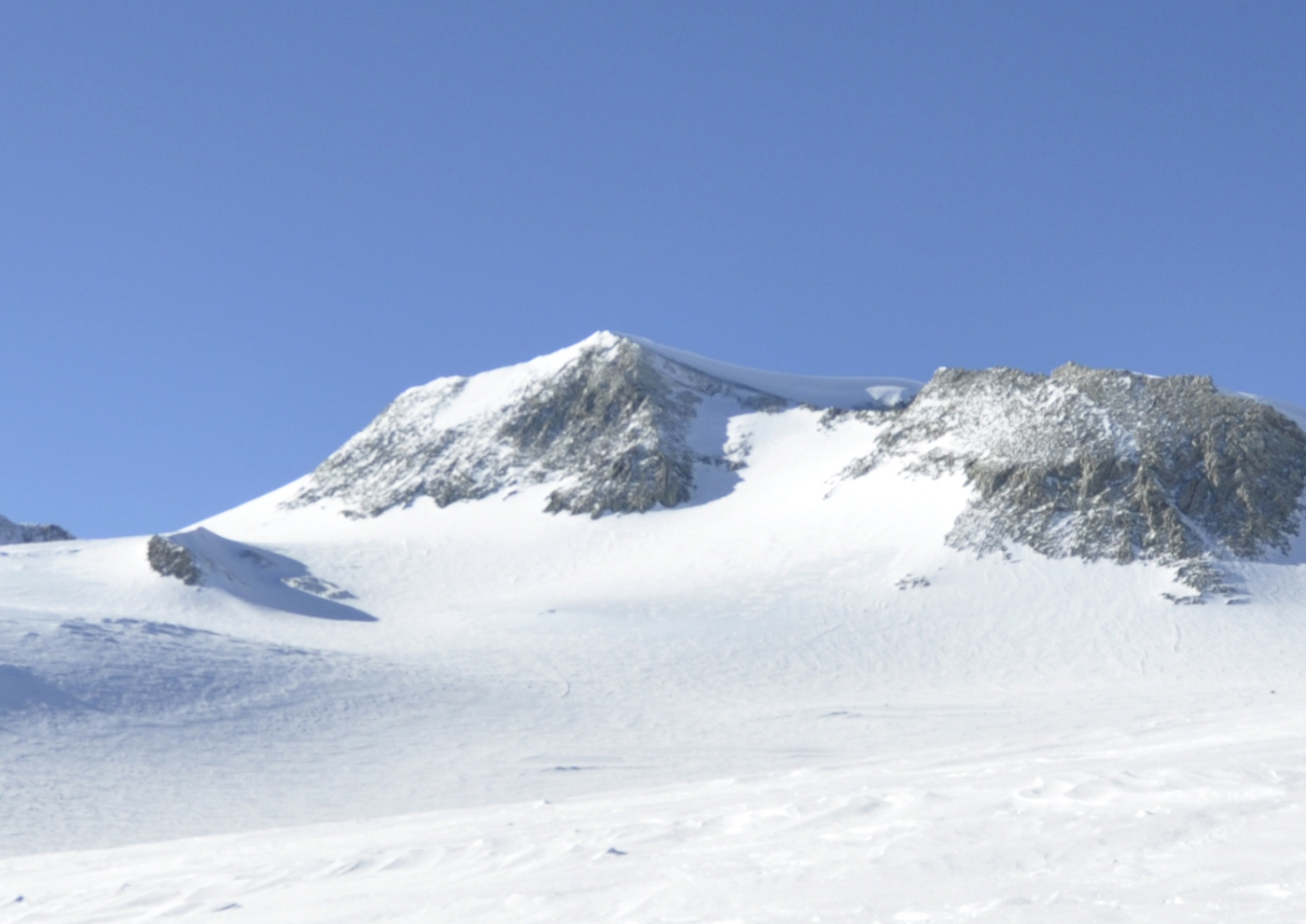
Vinson Massif (4892 m)

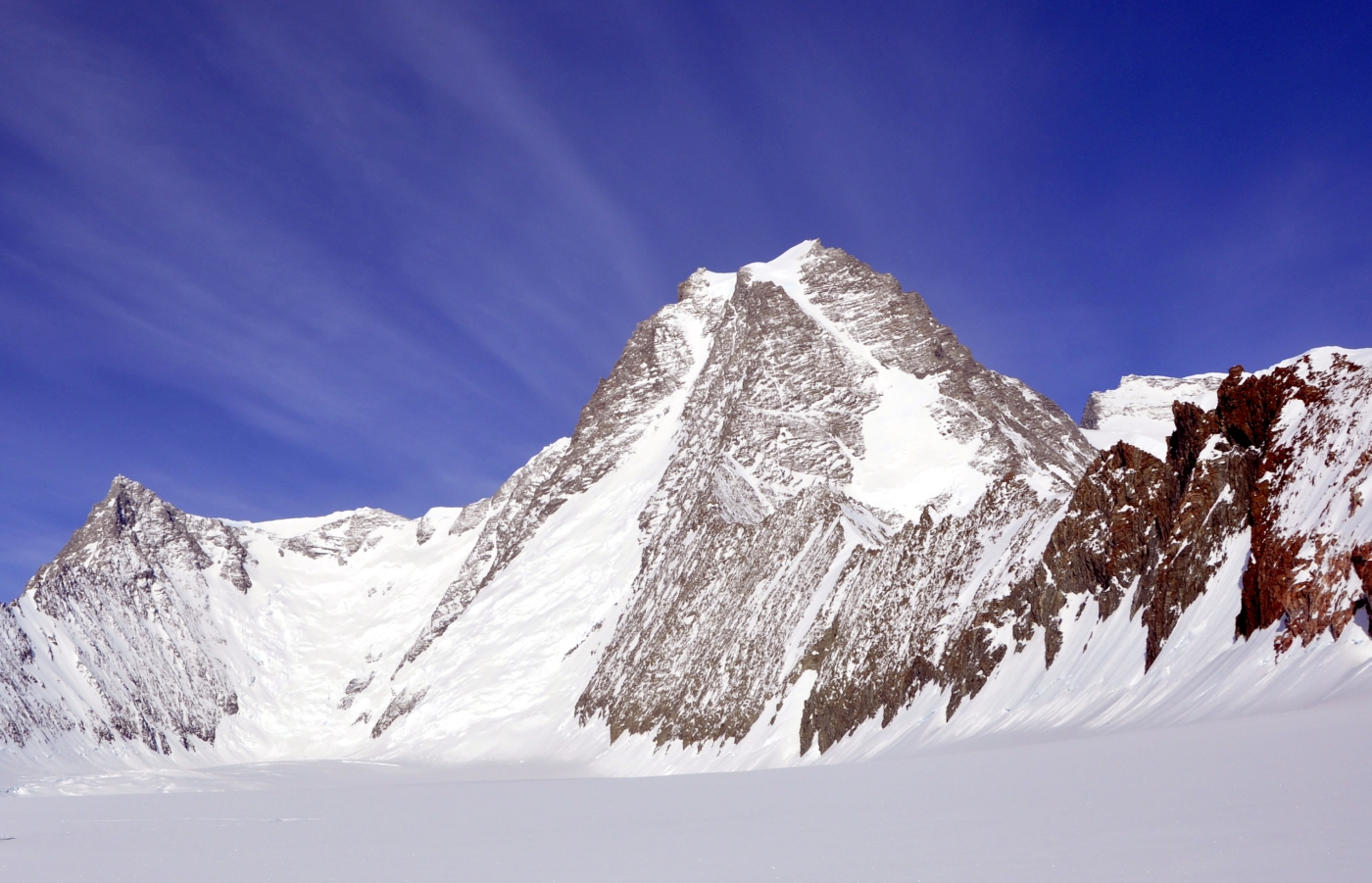
Mount Tyree (4852 m)

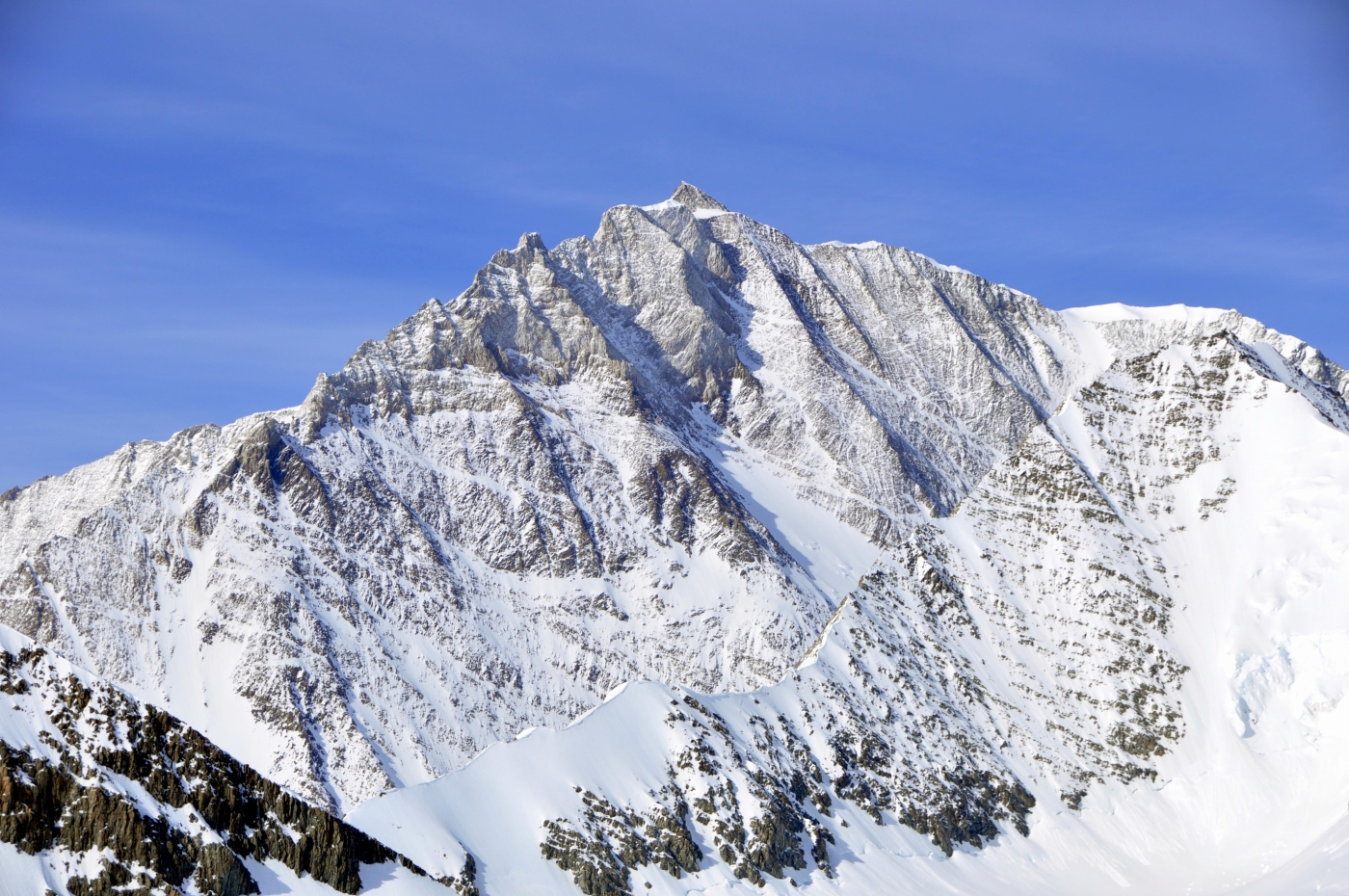
Mount Shinn (4661 m))

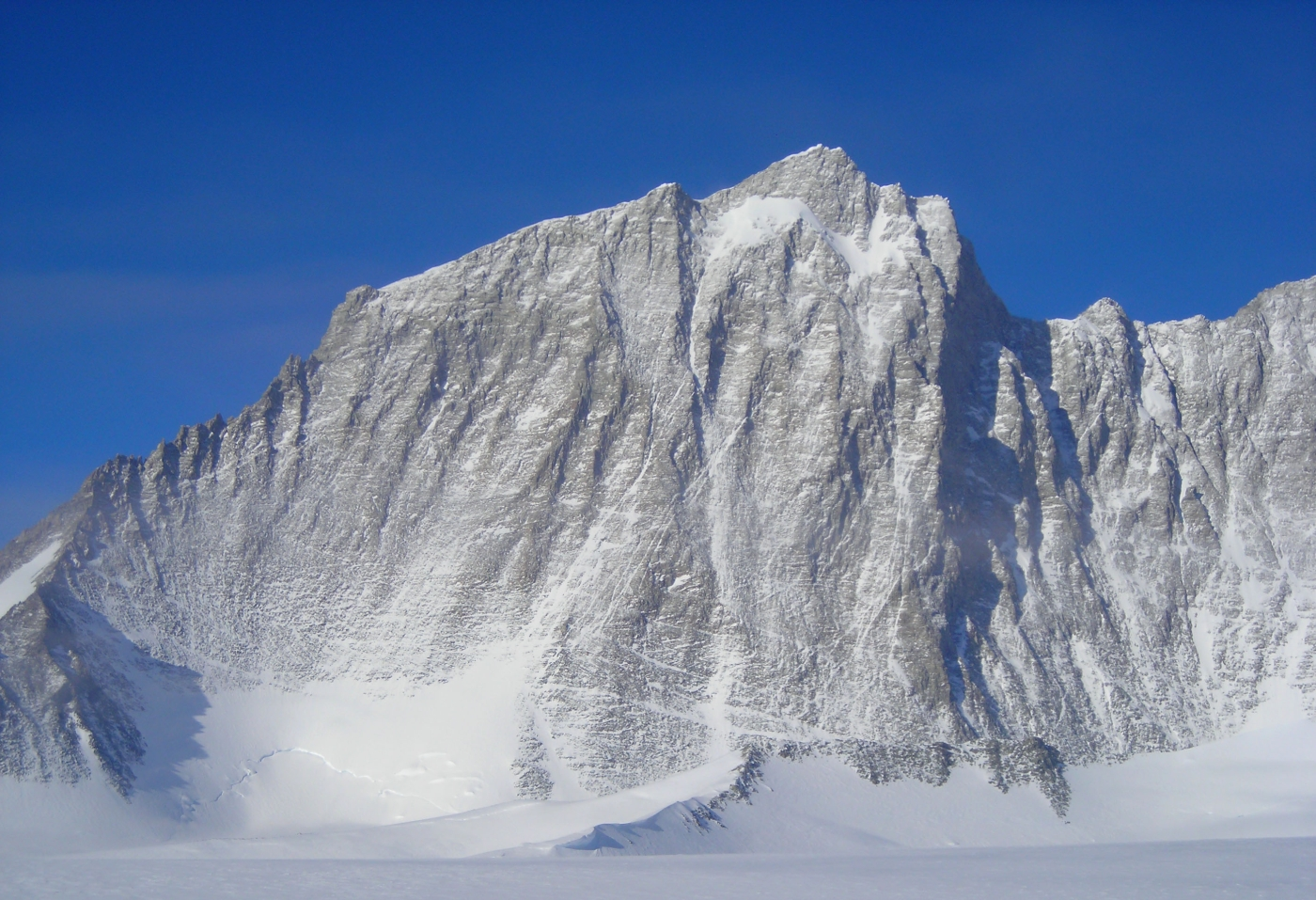
Mount Gardner (4587 m)

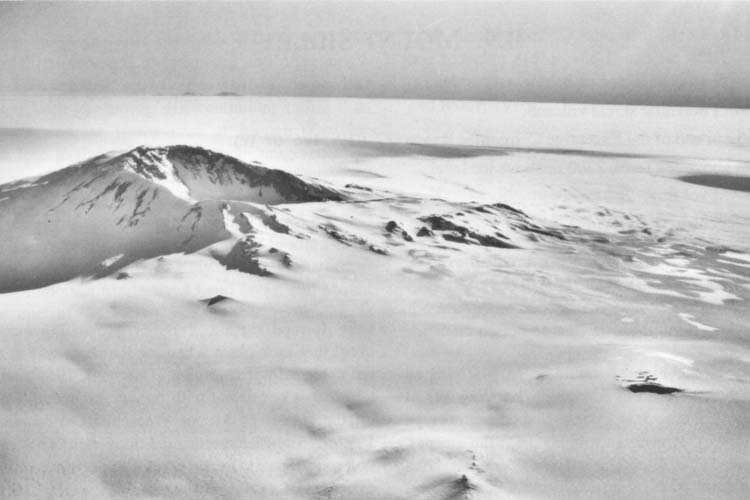
Mount Sidley (4285 m)

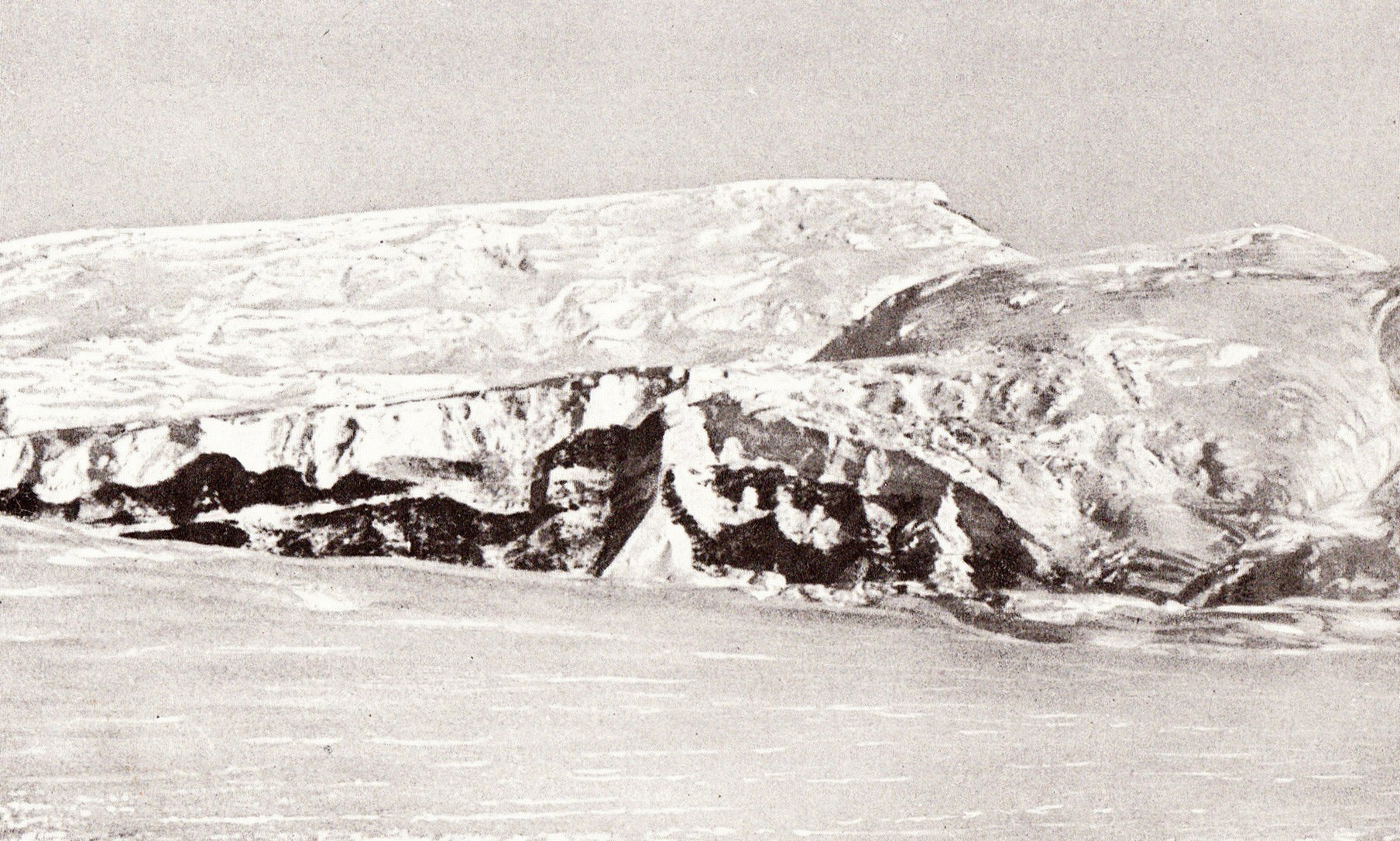
Mount Fridtjof Nansen (4070 m)

Seznam čtyřtisícovek v Antarktidě obsahuje 50 pojmenovaných antarktických vrcholů s nadmořskou výškou nad 3999 m. Seznam je založen na údajích dostupných ve dvou databázích geografických názvů. Prvním zdrojem je databáze Geographic Names Information System (GNIS), která je provozována americkými vládními agenturami United States Geological Survey (USGS) a United States Board on Geographic Names (BGN). Druhým zdrojem je databáze Composite Gazetteer of Antarctica (CGA), kterou provozuje mezinárodní agentura Scientific Committee on Antarctic Research (SCAR).

## Seznam čtyřtisícovek
| Č.  | Název                     | Výška | Souřadnice                        | Pohoří                       | Oblast                       | GNIS                                              | SCAR  |
| --- | ------------------------- | ----- | --------------------------------- | ---------------------------- | ---------------------------- | ------------------------------------------------- | ----- |
| 1.  | Vinson Massif             | 4892  | 78°31′32″ j. š., 85°37′02″ z. d.  | Sentinel                     | Ellsworthova země            | 16082 Archivováno 22. 7. 2020 na Wayback Machine. | 15531 |
| 2.  | Mount Tyree               | 4852  | 78°24′42″ j. š., 85°51′43″ z. d.  | Sentinel                     | Ellsworthova země            | 15732 Archivováno 6. 10. 2018 na Wayback Machine. | 15145 |
| 3.  | Clinch Peak               | 4841  | 78°32′08″ j. š., 85°30′45″ z. d.  | Sentinel                     | Ellsworthova země            | 18837 Archivováno 12. 4. 2018 na Wayback Machine. | 18244 |
| 4.  | Corbet Peak               | 4822  | 78°31′31″ j. š., 85°32′50″ z. d.  | Sentinel                     | Ellsworthova země            | 18838 Archivováno 22. 7. 2020 na Wayback Machine. | 18246 |
| 5.  | Silverstein Peak          | 4790  | 78°32′51″ j. š., 85°38′57″ z. d.  | Sentinel                     | Ellsworthova země            | 18885 Archivováno 22. 7. 2020 na Wayback Machine. | 18289 |
| 6.  | Schoening Peak            | 4743  | 78°31′36″ j. š., 85°27′57″ z. d.  | Sentinel                     | Ellsworthova země            | 18882 Archivováno 22. 7. 2020 na Wayback Machine. | 18286 |
| 7.  | Príncipe de Asturias Peak | 4680  | 78°32′50″ j. š., 85°42′32″ z. d.  | Sentinel                     | Ellsworthova země            | n/a                                               | 18769 |
| 8.  | Wahlstrom Peak            | 4677  | 78°32′59″ j. š., 85°31′29″ z. d.  | Sentinel                     | Ellsworthova země            | 18891 Archivováno 22. 7. 2020 na Wayback Machine. | 18298 |
| 9.  | Mount Shinn               | 4666  | 78°27′49″ j. š., 85°43′29″ z. d.  | Sentinel                     | Ellsworthova země            | 13736 Archivováno 22. 7. 2020 na Wayback Machine. | 13178 |
| 10. | Fukushima Peak            | 4634  | 78°33′31″ j. š., 85°34′16″ z. d.  | Sentinel                     | Ellsworthova země            | 18844 Archivováno 22. 7. 2020 na Wayback Machine. | 18254 |
| 11. | Mount Epperly             | 4600  | 78°27′00″ j. š., 85°51′00″ z. d.  | Sentinel                     | Ellsworthova země            | 4555 Archivováno 22. 7. 2020 na Wayback Machine.  | 4298  |
| 12. | Opalchenie Peak           | 4600  | 78°34′02″ j. š., 85°34′53″ z. d.  | Sentinel                     | Ellsworthova země            | n/a                                               | 18844 |
| 13. | Mount Gardner             | 4587  | 78°23′00″ j. š., 86°02′00″ z. d.  | Sentinel                     | Ellsworthova země            | 5481 Archivováno 22. 7. 2020 na Wayback Machine.  | 5129  |
| 14. | Galicia Peak              | 4557  | 78°30′30″ j. š., 85°42′00″ z. d.  | Sentinel                     | Ellsworthova země            | n/a                                               | 18748 |
| 15. | Marts Peak                | 4551  | 78°32′18″ j. š., 85°24′07″ z. d.  | Sentinel                     | Ellsworthova země            | 18872 Archivováno 22. 7. 2020 na Wayback Machine. | 18272 |
| 16. | Mount Kirkpatrick         | 4528  | 84°20′00″ j. š., 166°25′00″ v. d. | Pohoří královny Alexandry    | Rossova dependence           | 7994 Archivováno 8. 1. 2019 na Wayback Machine.   | 7564  |
| 17. | Branscomb Peak            | 4520  | 78°30′57″ j. š., 85°41′44″ z. d.  | Sentinel                     | Ellsworthova země            | 18831 Archivováno 22. 7. 2020 na Wayback Machine. | 18238 |
| 18. | Mount Elizabeth           | 4480  | 83°54′00″ j. š., 168°23′00″ v. d. | Pohoří královny Alexandry    | Rossova dependence           | 4427 Archivováno 22. 7. 2020 na Wayback Machine.  | 4178  |
| 19. | Mount Rutford             | 4477  | 78°36′00″ j. š., 85°18′00″ z. d.  | Sentinel                     | Ellsworthova země            | 18877 Archivováno 22. 7. 2020 na Wayback Machine. | 18281 |
| 20. | Bugueño Pinnacle          | 4400  | 78°37′00″ j. š., 85°15′00″ z. d.  | Sentinel                     | Ellsworthova země            | 18833 Archivováno 22. 7. 2020 na Wayback Machine. | 18240 |
| 21. | Mount Craddock            | 4368  | 78°38′00″ j. š., 85°12′00″ z. d.  | Sentinel                     | Ellsworthova země            | 3255 Archivováno 22. 7. 2020 na Wayback Machine.  | 3075  |
| 22. | Mount Bell                | 4305  | 84°04′00″ j. š., 167°30′00″ v. d. | Pohoří královny Alexandry    | Rossova dependence           | 1189 Archivováno 22. 7. 2020 na Wayback Machine.  | 1146  |
| 23. | Mount Sisu                | 4300  | 78°07′52″ j. š., 86°14′20″ z. d.  | Sentinel                     | Ellsworthova země            | n/a                                               | n/a   |
| 24. | Mount Mackellar           | 4295  | 83°59′00″ j. š., 166°39′00″ v. d. | Pohoří královny Alexandry    | Rossova dependence           | 9226 Archivováno 22. 7. 2020 na Wayback Machine.  | 8809  |
| 25. | Mount Sidley              | 4285  | 77°02′00″ j. š., 126°06′00″ z. d. | Pohoří Výkonného výboru      | Země Marie Byrdové           | 13802 Archivováno 22. 7. 2020 na Wayback Machine. | 13249 |
| 26. | Mount Markham             | 4280  | 82°51′00″ j. š., 161°21′00″ v. d. | Pohoří královny Alexandry    | Rossova dependence           | 9424 Archivováno 22. 7. 2020 na Wayback Machine.  | 9015  |
| 27. | Hollister Peak            | 4279  | 78°32′43″ j. š., 85°35′19″ z. d.  | Sentinel                     | Ellsworthova země            | 18869 Archivováno 22. 7. 2020 na Wayback Machine. | 18263 |
| 28. | Mount Anderson            | 4255  | 78°09′00″ j. š., 86°13′00″ z. d.  | Sentinel                     | Ellsworthova země            | 404[nedostupný zdroj]                             | 364   |
| 29. | Mount Bentley             | 4245  | 78°07′00″ j. š., 86°14′00″ z. d.  | Sentinel                     | Ellsworthova země            | 1250 Archivováno 22. 7. 2020 na Wayback Machine.  | 1196  |
| 30. | Mount Kaplan              | 4230  | 84°33′00″ j. š., 175°19′00″ v. d. | Hughesovo pohoří             | Rossova dependence           | 7756 Archivováno 22. 7. 2020 na Wayback Machine.  | 7351  |
| 31. | Fleming Summit            | 4200  | 84°20′00″ j. š., 166°18′00″ v. d. | Pohoří královny Alexandry    | Rossova dependence           | 17311 Archivováno 22. 7. 2020 na Wayback Machine. | 16675 |
| 32. | Mount Ostenso             | 4180  | 78°18′00″ j. š., 86°11′00″ z. d.  | Sentinel                     | Ellsworthova země            | 11192 Archivováno 22. 7. 2020 na Wayback Machine. | 10718 |
| 33. | Mount Minto               | 4165  | 71°47′00″ j. š., 168°45′00″ v. d. | Admirality                   | Viktoriina země              | 10047 Archivováno 22. 7. 2020 na Wayback Machine. | 9634  |
| 34. | Mount Miller              | 4160  | 83°20′00″ j. š., 165°48′00″ v. d. | Hollandovo pohoří            | Rossova dependence           | 9985 Archivováno 22. 7. 2020 na Wayback Machine.  | 9586  |
| 35. | Mount Dickerson           | 4120  | 84°20′00″ j. š., 167°08′00″ v. d. | Pohoří královny Alexandry    | Rossova dependence           | 3845 Archivováno 22. 7. 2020 na Wayback Machine.  | 3626  |
| 36. | Long Gables               | 4110  | 78°11′00″ j. š., 86°14′00″ z. d.  | Sentinel                     | Ellsworthova země            | 8992 Archivováno 22. 7. 2020 na Wayback Machine.  | 8602  |
| 37. | Mount Giovinetto          | 4090  | 78°16′00″ j. š., 86°10′00″ z. d.  | Sentinel                     | Ellsworthova země            | 5700 Archivováno 22. 7. 2020 na Wayback Machine.  | 5343  |
| 38. | Mount Wade                | 4085  | 84°51′00″ j. š., 174°19′00″ z. d. | Hory prince Olava            | Rossova dependence           | 16163 Archivováno 22. 7. 2020 na Wayback Machine. | 15632 |
| 39. | Mount Fisher              | 4080  | 85°06′00″ j. š., 171°03′00″ z. d. | Hory prince Olava            | Rossova dependence           | 4940 Archivováno 22. 7. 2020 na Wayback Machine.  | 4638  |
| 40. | Centennial Peak           | 4070  | 84°57′00″ j. š., 174°00′00″ z. d. | Hory prince Olava            | Rossova dependence           | 2568 Archivováno 22. 7. 2020 na Wayback Machine.  | 2456  |
| 41. | Mount Fridtjof Nansen     | 4070  | 85°21′00″ j. š., 167°33′00″ z. d. | Hory královny Maud           | Rossova dependence           | 5308 Archivováno 22. 7. 2020 na Wayback Machine.  | 4959  |
| 42. | Mount Lister              | 4025  | 78°04′00″ j. š., 162°41′00″ v. d. | Pohoří Královské společnosti | Viktoriina země              | 8895 Archivováno 22. 7. 2020 na Wayback Machine.  | 8519  |
| 43. | Mount Wexler              | 4025  | 84°30′00″ j. š., 175°01′00″ v. d. | Hughesovo pohoří             | Rossova dependence           | 16475 Archivováno 22. 7. 2020 na Wayback Machine. | 15932 |
| 44. | Decennial Peak            | 4020  | 84°22′00″ j. š., 166°02′00″ v. d. | Pohoří královny Alexandry    | Rossova dependence           | 3647 Archivováno 22. 7. 2020 na Wayback Machine.  | 3454  |
| 45. | Mount Adam                | 4010  | 71°47′00″ j. š., 168°37′00″ v. d. | Admirality                   | Viktoriina země              | 61 Archivováno 22. 7. 2020 na Wayback Machine.    | 66    |
| 46. | Rada Peak                 | 4001  | 78°37′00″ j. š., 85°13′00″ z. d.  | Sentinel                     | Ellsworthova země            | 18875 Archivováno 22. 7. 2020 na Wayback Machine. | 18279 |
| 47. | Dome A                    | 4000  | 80°22′00″ j. š., 77°21′00″ v. d.  | Antarktické plató            | Australské antarktické území | 577 Archivováno 22. 7. 2020 na Wayback Machine.   | 501   |
| 48. | Flat Top                  | 4000  | 84°42′00″ j. š., 171°50′00″ v. d. | Pohoří Commonwealthu         | Rossova dependence           | 5009 Archivováno 22. 7. 2020 na Wayback Machine.  | 4691  |
| 49. | Mount Korsch              | 4000  | 82°52′00″ j. š., 160°56′00″ v. d. | Pohoří královny Alexandry    | Rossova dependence           | 8165 Archivováno 22. 7. 2020 na Wayback Machine.  | 7763  |
| 50. | Mount Shear               | 4000  | 78°20′00″ j. š., 86°08′00″ z. d.  | Sentinel                     | Ellsworthova země            | 13680 Archivováno 22. 7. 2020 na Wayback Machine. | 13125 |